# Lamont Barnes
Demonico Lamont Barnes (Lexington, 4 settembre 1978) è un ex cestista statunitense naturalizzato spagnolo.

## Carriera
Dopo i quattro anni alla Temple University approda in Polonia, ma viene tagliato dopo tre partite. Vive una parentesi nella lega americana CBA e una a Porto Rico, poi gioca due anni nella Legadue italiana con le canotte di Ragusa (17,7 punti e 8,9 rimbalzi di media) e Scafati (15 punti e 10,1 rimbalzi).
Nel 2003 gioca la preseason NBA con i Philadelphia 76ers, i quali lo svincolano prima dell'inizio del campionato. Torna brevemente in CBA, quindi firma un contratto mensile coi francesi del Dijon prima di volare a Porto Rico.
Debutta in Spagna nel 2004, inizialmente in seconda serie con l'ingaggio del León, dove rimane per due stagioni intervallate da una nuova parentesi nel torneo portoricano. Nel 2006 va in Bulgaria al Lukoil Akademik Sofia, rimanendovi fino a dicembre dello stesso anno.
Inizia l'anno solare 2007 nella lega minore americana IBL, poi debutta nella Liga ACB forte del passaporto spagnolo ottenuto nel frattempo: nella massima serie del paese iberico, Barnes gioca con le canotte di Fuenlabrada, nuovamente León, Murcia, Valladolid, Alicante ed Estudiantes.
Successivamente prosegue la carriera in Sudamerica, prima di tornare in Spagna nel 2015 per disputare due campionati e mezzo in Liga LEB Oro con il Palencia. Nel febbraio 2018, a 39 anni, inizia un'ultima parentesi, sempre nel campionato di LEB Oro ma in questo caso al Valladolid.

## Palmarès
- Copa Princesa de Asturias: 1

Palencia: 2016